# Siegerländisch
Siegerländisch (Duits: Siegerländer Platt) is een dialect van het Duits dat wordt gesproken rond de stad Siegen in Duitsland.. Het behoort tot het Moezelfrankisch, is daarvan het meest noordoostelijke deel,  en heeft gelijkenissen met het Hessisch. Het hoort tot het Westmiddelduits en daarmee tot de Hoogduitse dialekten.  

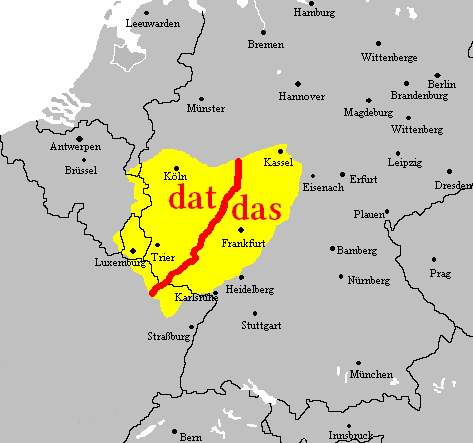
Verloop van de dat-das-Linie binnen het Westmiddelduitse taalgebied

.De noordelijke grens van het gebied waar het dialect gesproken wordt, is de Benrather linie ten noorden waarvan het Westfaals gesproken wordt, wat op zijn beurt een Nedersaksisch dialect is. In het westen scheidt de Eifel het gebied van het Ripuarisch; in het oosten wordt de scheiding met de Hessische dialecten (Rijnfrankisch) gevormd door de Sankt-Goarse linie, ook bekend als de das/dat-linie of Hunsrück-Schranke.